# Pratola Serra
Pratola Serra ist eine italienische Gemeinde mit 3588 Einwohnern (Stand 31. Dezember 2023) in der Provinz Avellino in der Region Kampanien.

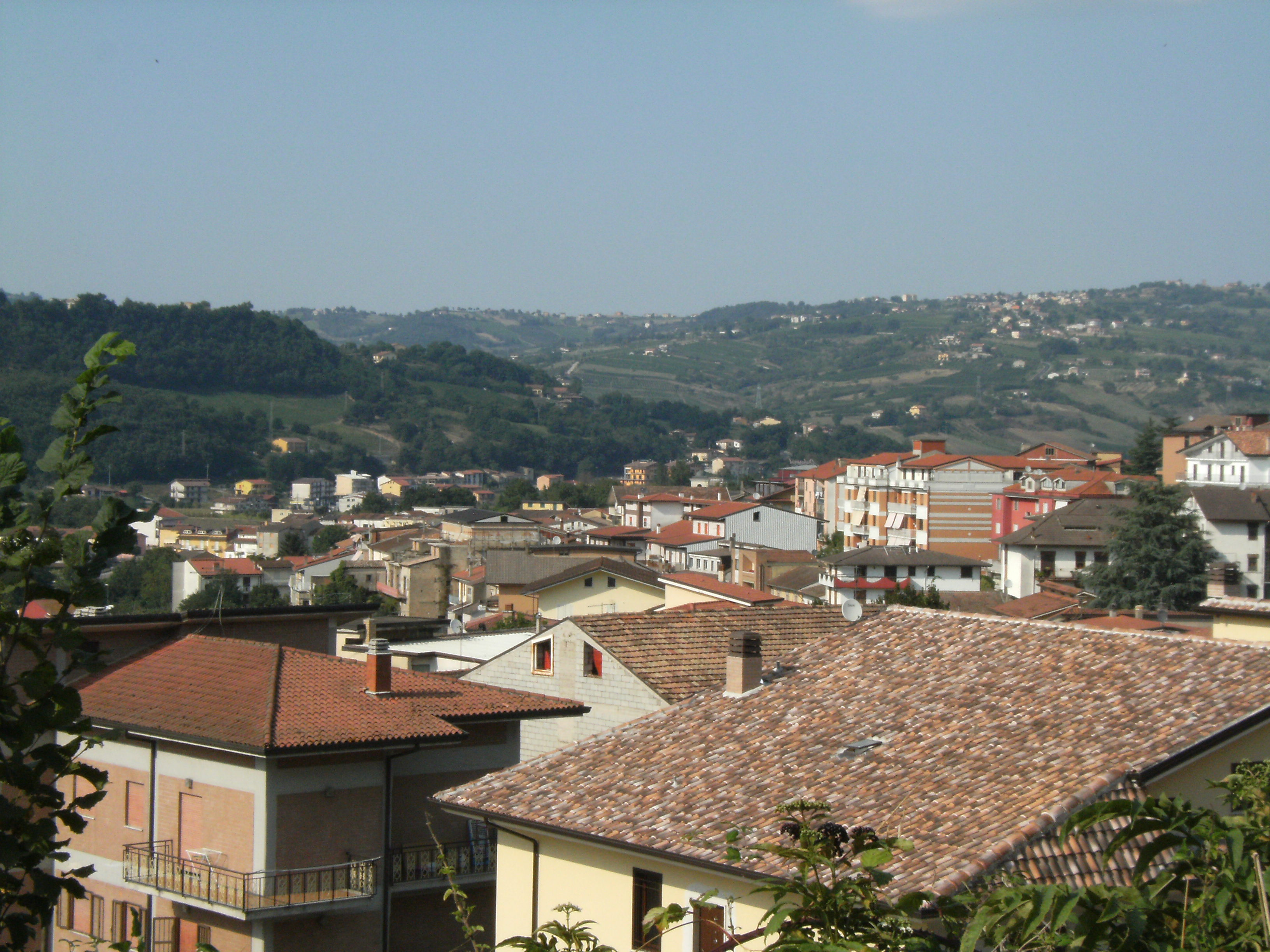
Pratola Serra

## Geografie
Die Nachbargemeinden sind Candida, Manocalzati, Montefalcione, Montefredane, Montemiletto und Prata di Principato Ultra. Die Ortsteile lauten Serra di Pratola und San Michele di Pratola.